# سیانوژن یدید
سیانوژن یدید (به انگلیسی: Cyanogen iodide) با فرمول شیمیایی ICN یک ترکیب شیمیایی با شناسه پاب‌کم ۱۰۴۷۸ است. که جرم مولی آن 152.92 g/mol می‌باشد. شکل ظاهری این ترکیب، بلورهای سفید است.